# Mannschaftsaufstellungen der Schacholympiade 1935
Die Tabellen nennen die Aufstellung der Mannschaften bei der Schacholympiade 1935 in Warschau. Die 20 teilnehmenden Mannschaften spielten ein vollrundiges Turnier mit je einem Spiel gegen jede andere Mannschaft. Zu jedem Team gehörten vier Stamm- und maximal ein Ersatzspieler. Zu jeder Mannschaft sind die gewonnenen, unentschiedenen und verlorenen Wettkämpfe sowie die Punktzahlen genannt. Dann folgen zu jedem Spieler seine persönlichen Ergebnisse. Für die Platzierung der Mannschaften waren die Brettpunkte vorrangig.

## Mannschaften

### 1. USA
| Platz | Land                   | G  | R | V | Brettp. | Mannschaftsp. |
| ----- | ---------------------- | -- | - | - | ------- | ------------- |
| 1     | Vereinigte Staaten     | 17 | 0 | 2 | 54      | 34            |
| Brett | Spieler                | G  | R | V | Punkte  | Partien       |
| 1     | Reuben Fine            | 05 | 8 | 4 | 9       | 17            |
| 2     | Frank Marshall         | 06 | 3 | 3 | 7,5     | 12            |
| 3     | Abraham Kupchik        | 06 | 8 | 0 | 10      | 14            |
| 4     | Arthur Dake            | 13 | 5 | 0 | 15,5    | 18            |
| R     | Israel Albert Horowitz | 10 | 4 | 1 | 12      | 15            |

### 2. Schweden
| Platz | Land             | G  | R | V | Brettp. | Mannschaftsp. |
| ----- | ---------------- | -- | - | - | ------- | ------------- |
| 2     | Schweden         | 14 | 3 | 2 | 52,5    | 31            |
| Brett | Spieler          | G  | R | V | Punkte  | Partien       |
| 1     | Gideon Ståhlberg | 08 | 7 | 2 | 11,5    | 17            |
| 2     | Gösta Stoltz     | 08 | 8 | 3 | 12      | 19            |
| 3     | Erik Lundin      | 10 | 7 | 2 | 13,5    | 19            |
| 4     | Gösta Danielsson | 12 | 6 | 1 | 15      | 19            |
| R     | Ernst Larsson    | 0  | 1 | 1 | 0,5     | 2             |

### 3. Polen
| Platz | Land                | G  | R  | V | Brettp. | Mannschaftsp. |
| ----- | ------------------- | -- | -- | - | ------- | ------------- |
| 3     | Polen               | 13 | 04 | 2 | 52      | 30            |
| Brett | Spieler             | G  | R  | V | Punkte  | Partien       |
| 1     | Savielly Tartakower | 06 | 11 | 0 | 11,5    | 17            |
| 2     | Paulino Frydman     | 07 | 09 | 0 | 11,5    | 16            |
| 3     | Mieczysław Najdorf  | 09 | 06 | 2 | 12      | 17            |
| 4     | Henryk Friedman     | 05 | 05 | 2 | 7,5     | 12            |
| R     | Kazimierz Makarczyk | 06 | 07 | 1 | 9,5     | 14            |

### 4. Ungarn
| Platz | Land             | G  | R | V | Brettp. | Mannschaftsp. |
| ----- | ---------------- | -- | - | - | ------- | ------------- |
| 4     | Ungarn           | 14 | 3 | 2 | 51      | 31            |
| Brett | Spieler          | G  | R | V | Punkte  | Partien       |
| 1     | Lajos Steiner    | 07 | 7 | 4 | 10,5    | 18            |
| 2     | Andor Lilienthal | 11 | 8 | 0 | 15      | 19            |
| 3     | Kornél Havasi    | 05 | 6 | 0 | 8       | 11            |
| 4     | László Szabó     | 06 | 6 | 2 | 9       | 14            |
| R     | Pál Réthy        | 05 | 7 | 2 | 8,5     | 14            |

### 5. Tschechoslowakei
| Platz | Land             | G  | R | V | Brettp. | Mannschaftsp. |
| ----- | ---------------- | -- | - | - | ------- | ------------- |
| 5     | Tschechoslowakei | 10 | 8 | 1 | 49      | 28            |
| Brett | Spieler          | G  | R | V | Punkte  | Partien       |
| 1     | Salo Flohr       | 09 | 8 | 0 | 13      | 17            |
| 2     | Karel Opočenský  | 05 | 6 | 4 | 8       | 15            |
| 3     | Josef Rejfíř     | 05 | 6 | 3 | 8       | 14            |
| 4     | Karel Treybal    | 05 | 9 | 1 | 9,5     | 15            |
| R     | Jiří Pelikán     | 07 | 7 | 1 | 10,5    | 15            |

### 6. Jugoslawien
| Platz | Land             | G  | R | V | Brettp. | Mannschaftsp. |
| ----- | ---------------- | -- | - | - | ------- | ------------- |
| 6     | Jugoslawien      | 12 | 3 | 4 | 45,5    | 27            |
| Brett | Spieler          | G  | R | V | Punkte  | Partien       |
| 1     | Milan Vidmar     | 04 | 9 | 1 | 8,5     | 14            |
| 2     | Vasja Pirc       | 04 | 6 | 5 | 7       | 15            |
| 3     | Boris Kostić     | 04 | 9 | 3 | 8,5     | 16            |
| 4     | Petar Trifunović | 10 | 5 | 1 | 12,5    | 16            |
| R     | Imre König       | 05 | 8 | 2 | 9       | 15            |

### 7. Österreich
| Platz | Land             | G  | R  | V | Brettp. | Mannschaftsp. |
| ----- | ---------------- | -- | -- | - | ------- | ------------- |
| 7     | Österreich       | 07 | 08 | 4 | 43,5    | 22            |
| Brett | Spieler          | G  | R  | V | Punkte  | Partien       |
| 1     | Ernst Grünfeld   | 03 | 12 | 3 | 9       | 18            |
| 2     | Rudolf Spielmann | 05 | 09 | 3 | 9,5     | 17            |
| 3     | Erich Eliskases  | 12 | 06 | 1 | 15      | 19            |
| 4     | Hans Müller      | 04 | 10 | 2 | 9       | 16            |
| R     | David Podhorzer  | 0  | 02 | 4 | 1       | 6             |

### 8. Argentinien
| Platz | Land             | G  | R  | V | Brettp. | Mannschaftsp. |
| ----- | ---------------- | -- | -- | - | ------- | ------------- |
| 8     | Argentinien      | 10 | 04 | 5 | 42      | 24            |
| Brett | Spieler          | G  | R  | V | Punkte  | Partien       |
| 1     | Roberto Grau     | 06 | 04 | 9 | 8       | 19            |
| 2     | Jacobo Bolbochán | 06 | 12 | 1 | 12      | 19            |
| 3     | Isaías Pleci     | 09 | 06 | 4 | 12      | 19            |
| 4     | Carlos Maderna   | 05 | 10 | 4 | 10      | 19            |

### 9. Lettland
| Platz | Land                | G | R | V | Brettp. | Mannschaftsp. |
| ----- | ------------------- | - | - | - | ------- | ------------- |
| 9     | Lettland            | 9 | 3 | 7 | 41      | 21            |
| Brett | Spieler             | G | R | V | Punkte  | Partien       |
| 1     | Vladimirs Petrovs   | 7 | 7 | 5 | 10,5    | 19            |
| 2     | Fricis Apšenieks    | 6 | 7 | 5 | 9,5     | 18            |
| 3     | Movsas Feigins      | 7 | 5 | 5 | 9,5     | 17            |
| 4     | Volfgangs Hāzenfuss | 4 | 4 | 4 | 6       | 12            |
| R     | Alfrēds Krūmiņš     | 3 | 5 | 2 | 5,5     | 10            |

### 10. Frankreich
| Platz | Land                   | G | R  | V | Brettp. | Mannschaftsp. |
| ----- | ---------------------- | - | -- | - | ------- | ------------- |
| 10    | Frankreich             | 6 | 05 | 8 | 38      | 17            |
| Brett | Spieler                | G | R  | V | Punkte  | Partien       |
| 1     | Alexander Aljechin     | 7 | 10 | 0 | 12      | 17            |
| 2     | Louis Betbeder Matibet | 5 | 03 | 9 | 6,5     | 17            |
| 3     | André Muffang          | 4 | 09 | 4 | 8,5     | 17            |
| 4     | Victor Kahn            | 1 | 04 | 4 | 3       | 9             |
| R     | Maurice Raizman        | 4 | 08 | 4 | 8       | 16            |

### 11. Estland
| Platz | Land              | G  | R | V  | Brettp. | Mannschaftsp. |
| ----- | ----------------- | -- | - | -- | ------- | ------------- |
| 11    | Estland           | 07 | 2 | 10 | 37,5    | 16            |
| Brett | Spieler           | G  | R | V  | Punkte  | Partien       |
| 1     | Paul Keres        | 11 | 3 | 05 | 12,5    | 19            |
| 2     | Gunnar Friedemann | 06 | 7 | 06 | 9,5     | 19            |
| 3     | Leho Laurine      | 04 | 2 | 08 | 5       | 14            |
| 4     | Ilmar Raud        | 04 | 7 | 04 | 7,5     | 15            |
| R     | Feliks Kibbermann | 02 | 2 | 05 | 3       | 9             |

### 12. England
| Platz | Land                         | G | R  | V  | Brettp. | Mannschaftsp. |
| ----- | ---------------------------- | - | -- | -- | ------- | ------------- |
| 12    | England                      | 6 | 03 | 10 | 37      | 15            |
| Brett | Spieler                      | G | R  | V  | Punkte  | Partien       |
| 1     | William Winter               | 1 | 13 | 04 | 7,5     | 18            |
| 2     | George Alan Thomas           | 5 | 07 | 04 | 8,5     | 16            |
| 3     | Conel Hugh O’Donel Alexander | 4 | 07 | 04 | 7,5     | 15            |
| 4     | Henry Ernest Atkins          | 3 | 06 | 04 | 6       | 13            |
| R     | Harry Golombek               | 5 | 05 | 04 | 7,5     | 14            |

### 13. Finnland
| Platz | Land                  | G | R  | V | Brettp. | Mannschaftsp. |
| ----- | --------------------- | - | -- | - | ------- | ------------- |
| 13    | Finnland              | 6 | 04 | 9 | 35      | 16            |
| Brett | Spieler               | G | R  | V | Punkte  | Partien       |
| 1     | Eero Böök             | 6 | 10 | 2 | 11      | 18            |
| 2     | Birger Axel Rasmusson | 4 | 04 | 9 | 6       | 17            |
| 3     | Ilmari Solin          | 7 | 03 | 7 | 8,5     | 17            |
| 4     | Ragnar Krogius        | 4 | 06 | 7 | 7       | 17            |
| R     | Toivo Salo            | 1 | 03 | 3 | 2,5     | 7             |

### 14. Litauen
| Platz | Land                | G | R  | V  | Brettp. | Mannschaftsp. |
| ----- | ------------------- | - | -- | -- | ------- | ------------- |
| 14    | Litauen             | 4 | 05 | 10 | 34      | 13            |
| Brett | Spieler             | G | R  | V  | Punkte  | Partien       |
| 1     | Vladas Mikėnas      | 2 | 10 | 06 | 7       | 18            |
| 2     | Aleksandras Machtas | 2 | 05 | 07 | 4,5     | 14            |
| 3     | Isakas Vistaneckis  | 3 | 04 | 08 | 5       | 15            |
| 4     | Povilas Vaitonis    | 5 | 03 | 05 | 6,5     | 13            |
| R     | Markas Luckis       | 8 | 06 | 02 | 11      | 16            |

### 15. Palästina
| Platz | Land           | G | R | V  | Brettp. | Mannschaftsp. |
| ----- | -------------- | - | - | -- | ------- | ------------- |
| 15    | Palästina      | 4 | 4 | 11 | 32      | 12            |
| Brett | Spieler        | G | R | V  | Punkte  | Partien       |
| 1     | Heinz Foerder  | 5 | 7 | 6  | 8,5     | 18            |
| 2     | David Enoch    | 6 | 5 | 6  | 8,5     | 17            |
| 3     | Yosef Dobkin   | 2 | 6 | 7  | 5       | 15            |
| 4     | Victor Winz    | 2 | 2 | 9  | 3       | 13            |
| R     | Moshe Czerniak | 6 | 2 | 5  | 7       | 13            |

### 16. Dänemark
| Platz | Land            | G | R | V  | Brettp. | Mannschaftsp. |
| ----- | --------------- | - | - | -- | ------- | ------------- |
| 16    | Dänemark        | 4 | 4 | 11 | 31,5    | 12            |
| Brett | Spieler         | G | R | V  | Punkte  | Partien       |
| 1     | Erik Andersen   | 7 | 1 | 10 | 7,5     | 18            |
| 2     | Bjørn Nielsen   | 3 | 6 | 05 | 6       | 14            |
| 3     | Jens Enevoldsen | 5 | 6 | 08 | 8       | 19            |
| 4     | Julius Nielsen  | 1 | 6 | 05 | 4       | 12            |
| R     | Ernst Sørensen  | 4 | 4 | 05 | 6       | 13            |

### 17. Rumänien
| Platz | Land                | G | R  | V  | Brettp. | Mannschaftsp. |
| ----- | ------------------- | - | -- | -- | ------- | ------------- |
| 17    | Rumänien            | 5 | 03 | 11 | 27,5    | 13            |
| Brett | Spieler             | G | R  | V  | Punkte  | Partien       |
| 1     | Heinrich Silbermann | 0 | 02 | 06 | 1       | 8             |
| 2     | Traian Ichim        | 2 | 08 | 09 | 6       | 19            |
| 3     | Miklos Bródy        | 5 | 07 | 03 | 8,5     | 15            |
| 4     | Stefan Erdélyi      | 1 | 11 | 07 | 6,5     | 19            |
| R     | Toma Popa           | 3 | 05 | 07 | 5,5     | 15            |

### 18. Italien
| Platz | Land                       | G | R | V  | Brettp. | Mannschaftsp. |
| ----- | -------------------------- | - | - | -- | ------- | ------------- |
| 18    | Königreich Italien         | 3 | 3 | 13 | 24      | 9             |
| Brett | Spieler                    | G | R | V  | Punkte  | Partien       |
| 1     | Antonio Sacconi            | 3 | 2 | 09 | 4       | 14            |
| 2     | Mario Monticelli           | 4 | 5 | 09 | 6,5     | 18            |
| 3     | Stefano Rosselli del Turco | 1 | 3 | 11 | 2,5     | 15            |
| 4     | Massimiliano Romi          | 5 | 3 | 09 | 6,5     | 17            |
| R     | Mario Napolitano           | 2 | 5 | 05 | 4,5     | 12            |

### 19. Schweiz
| Platz | Land            | G | R | V  | Brettp. | Mannschaftsp. |
| ----- | --------------- | - | - | -- | ------- | ------------- |
| 19    | Schweiz         | 3 | 2 | 14 | 21      | 8             |
| Brett | Spieler         | G | R | V  | Punkte  | Partien       |
| 1     | Oskar Naegeli   | 2 | 5 | 08 | 4,5     | 15            |
| 2     | Henry Grob      | 2 | 5 | 08 | 4,5     | 15            |
| 3     | Walter Michel   | 2 | 4 | 09 | 4       | 15            |
| 4     | Adolf Staehelin | 2 | 3 | 11 | 3,5     | 16            |
| R     | Fritz Gygli     | 2 | 5 | 08 | 4,5     | 15            |

### 20. Irland
| Platz | Land            | G | R | V  | Brettp. | Mannschaftsp. |
| ----- | --------------- | - | - | -- | ------- | ------------- |
| 15    | Irland          | 0 | 1 | 18 | 12      | 1             |
| Brett | Spieler         | G | R | V  | Punkte  | Partien       |
| 1     | Brian Reilly    | 4 | 3 | 12 | 5,5     | 19            |
| 2     | James Creevey   | 1 | 3 | 10 | 2,5     | 14            |
| 3     | John O’Hanlon   | 0 | 3 | 16 | 1,5     | 19            |
| 4     | Thomas Cranston | 0 | 3 | 14 | 1,5     | 17            |
| R     | Austin De Burca | 1 | 0 | 06 | 1       | 7             |